# لنكة (إيطاليا)
لَنْكَة (بالإيطالية: Langhe) ناحية كثيرة التلال على الشرق من نهر تَنَارَة في إقليمي كونية وأستة من ولاية بيمنت الإيطالية، والتلالُ تفسيرُ اسمها بالبيمنتية، وهي معروفة بكَرْمِها وكَمْئِها.